# Fili (Moskou)

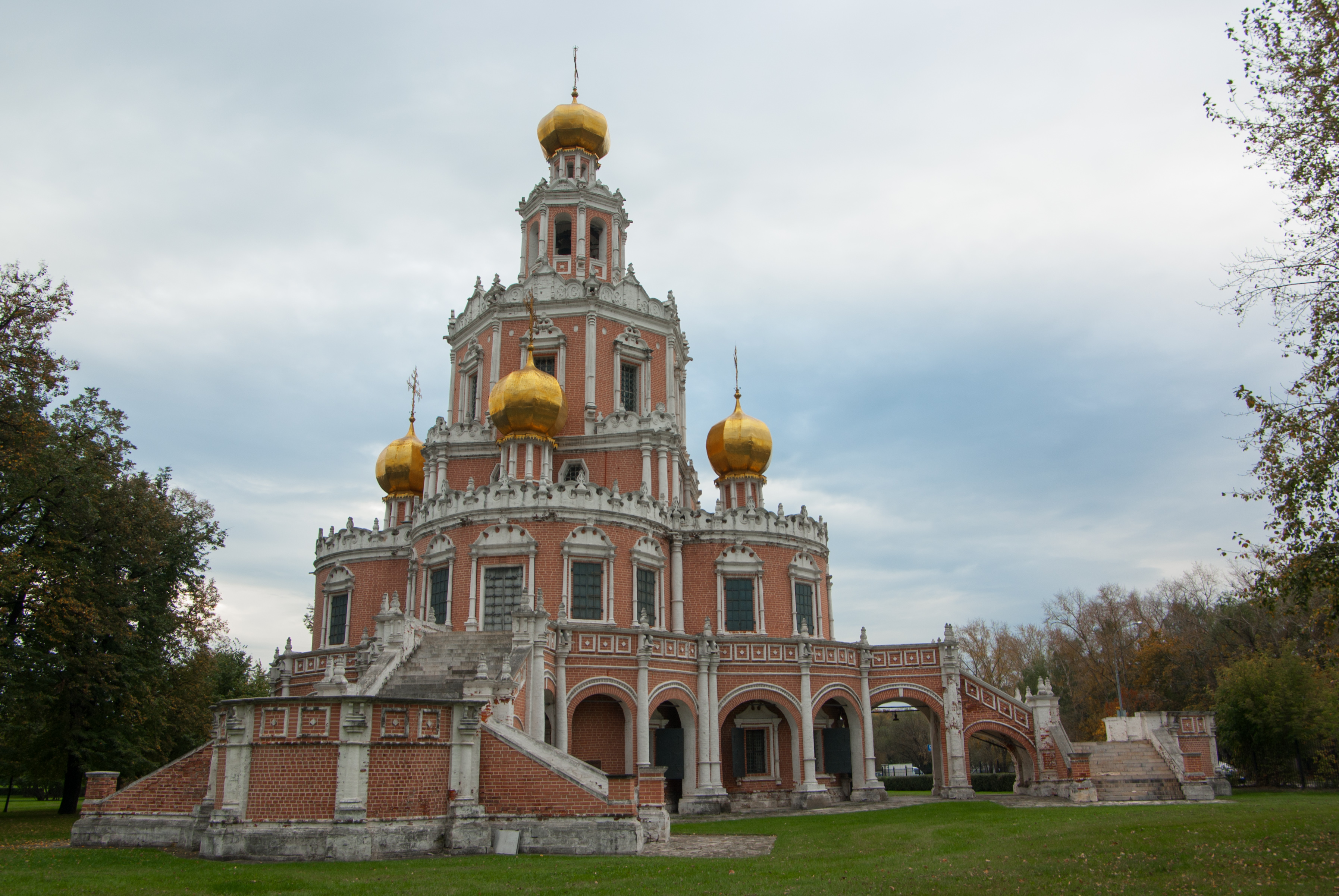
Kerk

Fili (Russisch: Фили́) is een voormalig dorpje ten westen van de Russische hoofdstad Moskou. Het dorpje werd vooral bekend vanwege de vergadering die generaal Koetoezov hield in 1812. 
Na de verliezen die het Russisch leger bij de Slag bij Borodino had geleden, besliste hij Moskou niet langer te verdedigen. Dit had als indirect gevolg dat Rostoptsjin de stad Moskou in brand stak om te voorkomen dat dit in Franse handen zou vallen. Koetozov, als altijd bedacht om zijn reputatie, vestigde zijn hoofdkwartier in een blokhut in Fili. Hij wekte de indruk dat hij van plan was Moskou te verdedigen. Hij vroeg generaal Aleksej Jermolov wat hij van hun positie vond. Toen hij antwoordde dat die niet zo bijster goed was, voerde Koezoetov een toneelstuk op, nam hij in het bijzijn van alle generaals Jermolovs pols en vroeg hij of hij zich wel lekker voelde. 
Tegenwoordig maakt Fili deel uit van de westelijke buitenwijken van Moskou.